# Ptilorrhoa
Ptilorrhoa là một chi chim trong họ Cinclosomatidae.